# Dire Dawa
Dire Dawa o Dire Daua (que significa plana buida) és una de les dues ciutats d'Etiòpia que gaudeixen d'un estatus especial (astedader akabibi), igual al de la capital del país, Addis Ababa. Està situada a uns 56 km al nord-oest de Harar. El nom deriva probablement del somalí dir-dabo (límit del clan Dir) o de l'amhàric dire dawa (turó erm)
Segons càlculs de 2019, la població estimada de la conurbació arribava als 493.000 habitants, 277.000 dels quals corresponien estrictament a la ciutat. La ciutat és un centre industrial, disposa de diversos mercats i un aeroport internacional. Dire Dawa és a l'est del país, a la vora del riu Dechatu i als peus d'un anell de congosts.

## Història
Va ser fundada el 1902 després que arribés a la zona el ferrocarril Addis Ababa-Djibouti. El ferrocarril no podia arribar a la ciutat d'Harar al punt més alt, per la qual cosa es va construir en les proximitats de Dire Dawa. Té una població molt heterogènia, formada per individus dels pobles amhara, tigre, galle, somali, indi, àrab i, fins i tot, alguns europeus. Lij Yasu hi va fer construir una mesquita. El 1941 els britànics la van escollir com a residència del seu governador.